# Galleria degli Uffizi
A Galleria degli Uffizi (em português: Galeria dos Escritórios) é um palácio situado em Florença, na Itália. Ele abriga um dos mais antigos e famosos museus do mundo.
Dividido em várias salas dispostas por escolas e estilos em ordem cronológica, o museu exibe obras do século XII ao século XVIII, com a melhor coleção do mundo de obras do Renascimento de artistas como Cimabue, Caravaggio, Leonardo da Vinci, Michelangelo, Rafael, Andrea Mantegna, Ticiano, Parmigianino, Peter Paul Rubens, Rembrandt, Giovanni Battista Pittoni, Canaletto e Sandro Botticelli.

## História
O duque Cosmo I de Médici encomendou ao famoso arquiteto Vasari, em 1560, uma edificação para reunir, em um só local, os escritórios (uffici) dos treze principais magistrados da cidade, então espalhados por diversos locais de Florença. Nessa nova edificação, o duque poderia, então, controlar os magistrados diretamente a partir do velho e contíguo Palazzo della Signoria, sede do governo, de acordo com o status de potência que a cidade alcançou após a conquista de Siena.
Vasari, então, projetou um prédio em forma de U com: um braço longo a leste, que deveria incorporar a antiga igreja românica de "São Pedro Scheraggio"; um tramo curto assentado na margem do rio Arno; e outro braço curto a oeste, englobando a Zecca Vecchia, sede do correio por muito tempo e, após o restauro de 1988, incorporado ao museu. Os três andares da construção começam com um térreo em loggiato delimitado por pilastras com nichos (só decorados com estátuas a partir de 1842); um segundo andar com janelas; e o terceiro destinado ao uso exclusivo do príncipe. Foi construído com pedra do vale de Mensola, adotando a ordem dórica.
Algum tempo depois, Cosmo decide unir o Palazzo Vecchio ao Palazzo Pitti, nova residência da família Médici por um caminho particular e elevado, também executado por Vasari, o chamado "Corredor de Vasari", que usava a galeria, a Ponte Vecchio sobre o Arno e uma passarela coberta sobre a rua.

### Médici
Com Francisco I de Médici, que sucedeu Cosme a partir de 1574, completa-se a construção em 1580. Entre 1579 e 1581, decoram o tecto com afrescos, chamados de "grotescos" por causa dos motivos utilizados. E, finalmente, em 1581, Francisco decide utilizar a galeria do último andar para reunir sua coleção de pinturas, estátuas, objetos de arte antigos e modernos, armaduras, miniaturas, medalhas, para deleite de sua família e da nobreza local.
Para acomodar melhor a coleção, o arquiteto Buontalenti construiu, no braço longo da galeria, a chamada "Tribuna", construção octogonal inspirada na Torre dos ventos de Atenas, como descrita por Vitrúvio no seu primeiro livro. A exposição das obras segue apenas o critério de mostrar a glória dos Médici. Com o tempo e principalmente no século XVII, as exposições foram se transformando, modificando o ordenamento original. As reformas modificaram um teatro e um jardim suspenso, da mesmo época e arquiteto.
A partir de 1587, com o novo duque, Fernando I de Médici, novos acréscimos como uma coleção de retratos, uma seção de cartografia e uma coleção de instrumentos científicos são incorporadas. Após a morte de Ferdinando, a galeria permaneceu inalterada por muito tempo.

### Lorena
Com o fim da era dos Médici, apenas com Leopoldo de Lorena-Habsburgo voltam as obras na Galleria degli Uffizi, com a construção de uma nova entrada e a abertura das visitas ao público em geral, em 1769. Leopoldo propiciou, também, uma reorganização das coleções entre 1780 e 1782, seguindo critérios do iluminismo. Retiraram-se, então, vários objetos para outros museus, concentrando, na galeria, principalmente, as pinturas e esculturas, ordenadas por escolas. Em 1779, foram trazidas as esculturas da Vila Médici de Roma, um conjunto de esculturas clássicas antigas agrupadas na sala "Niobe".

### Séculos XIX e XX
Entre 1842 e 1856, foram colocadas as vinte e oito estátuas dos nichos externos do edifício, homenageando 28 homens ilustres da Toscana como Giotto di Bondone, Nicolau Maquiavel, Leonardo da Vinci e Donatello.
Desde então, poucos acréscimos foram feitos, com apenas uma grande reforma, basicamente restauro, em 1988.
Em 27 de maio de 1993, um atentado a bomba, com a explosão de um automóvel carregado de explosivos, atribuído a mafiosos, mas de autoria ainda não esclarecida, danificou alguns ambientes da galeria e do corredor de Vasari. Muitas peças foram transferidas para a reserva técnica, mas, com os reparos e o aumento da segurança, as coisas voltaram ao normal.
|  |  |  |  |

## Descrição do museu
A Galleria degli Uffizi é dividida em cerca de cinquenta salas ou ambientes, nomeadas geralmente pelo artista mais importante exposto. Temos salas dedicadas aos maiores artistas do Renascimento, como Leonardo da Vinci e Rafael, salas com arte clássica da Roma antiga, uma grande coleção de quadros de Sandro Botticelli com suas incomparáveis Primavera e O Nascimento de Vênus e obras dos maiores artistas do mundo como Michelangelo, Ticiano, Albrecht Dürer e Peter Paul Rubens. A Galleria degli Uffizi é uma das maiores atrações turísticas de Florença e um dos mais importantes museus do mundo.

## A Coleção de Autorretratos
A Galeria Uffizi é famosa na autorretratística pois abriga uma das mais prestigiosas e singulares coleções de autorretratos do mundo, testemunho eloquente da evolução histórica e estética do gênero. Este acervo não se limita a oferecer um inventário visual das grandes figuras da arte europeia, mas também revela um diálogo íntimo entre o artista e a representação de si mesmo, imbuído de autopercepção, identidade e posição social. Ao longo dos séculos, a coleção expandiu-se significativamente, incorporando desde mestres renascentistas, como Rembrandt e Velázquez, até modernistas como Marc Chagall, demonstrando a transformação do autorretrato de um símbolo de prestígio à exploração psicológica e existencial do "eu".

## Obras
- Cimabue (Maestà)
- Duccio (Maestà)

O Nascimento de Vénus, uma das obras mais importantes do museu

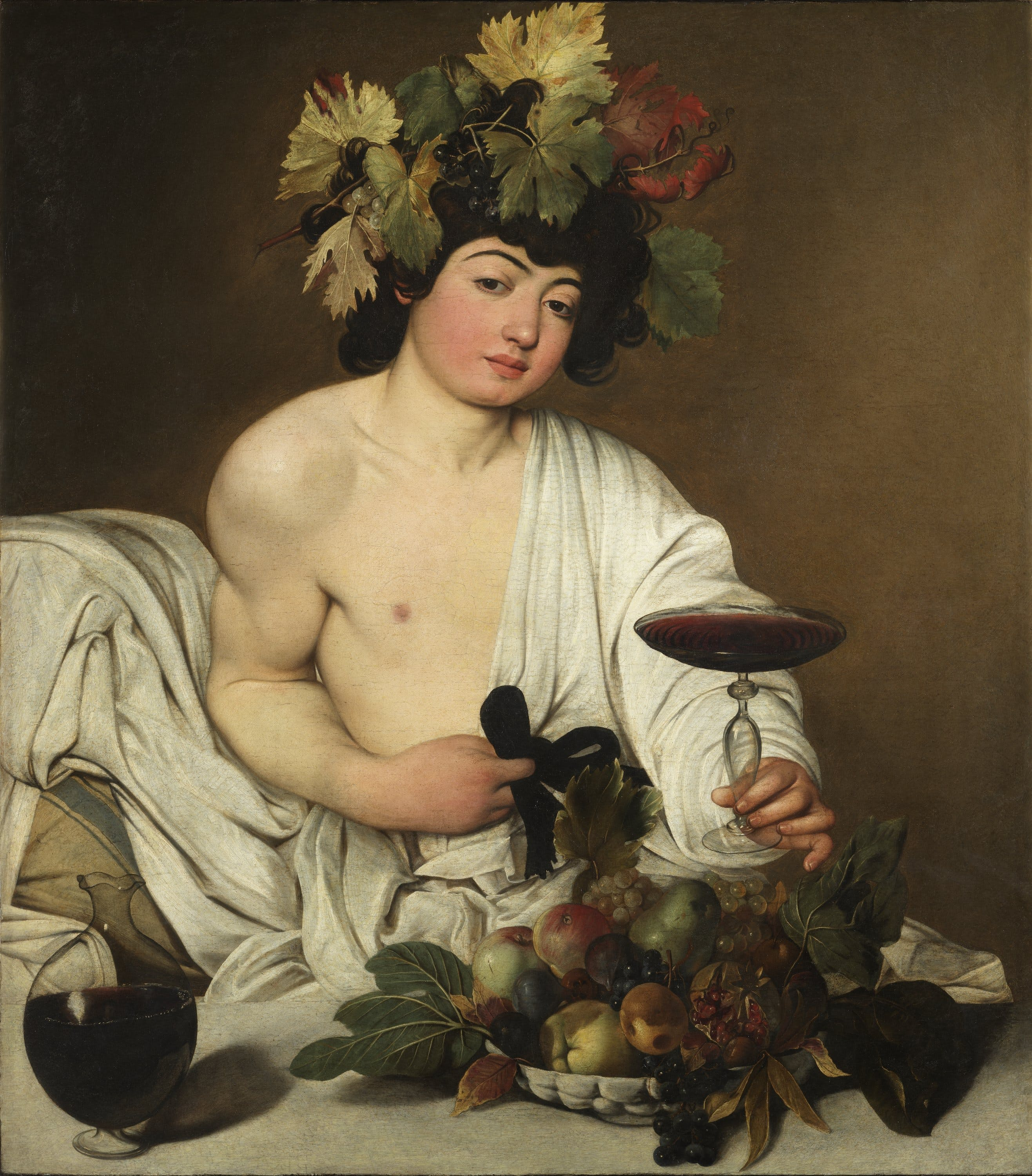
Baco de Caravaggio.

- Giotto (A Madonna de Ognissanti, Badia Polyptych)
- Simone Martini (A Anunciação)
- Paolo Uccello (A batalha de San Romano)
- Piero della Francesca (Díptico do Duque Federico da Montefeltro e Duquesa Battista Sforza de Urbino)
- Fra Filippo Lippi (Madonna com Menino e Dois Anjos)
- Sandro Botticelli (Primavera, O Nascimento de Vênus, A Adoração dos Magos entre outros)
- Hugo van der Goes (O Tríptico de Portinari )
- Leonardo da Vinci (O Baptismo de Cristo, A Anunciação, A Adoração dos Magos)
- Piero di Cosimo (Perseus liberando Andromeda)
- Albrecht Dürer (A Adoração dos Magos)
- Michelangelo (Tondo Doni)
- Rafael (Madonna de Goldfinch, Papa Leão X com os cardeais Giulio de' Medici e Luigi de' Rossi)
- Ticiano (Flora, A Vénus de Urbino)
- Parmigianino (A Madonna do pescoço longo)
- Caravaggio (Baco, O Sacrifício de Isaac, Medusa)
- Andrea Mantegna (Triptico com a Adoração dos Magos, Circuncisão e Ascensão)
- Correggio (Adoração do Menino, Repouso na fuga ao Egito, Glória da Madona)
- Francisco de Zurbarán (Antão do Deserto)
- Francisco de Goya (Toureiro)
- Charles Le Brun (Sacrifício de Jefté)